# Багамські Острови на літніх Олімпійських іграх 2020
Багамські Острови на літніх Олімпійських іграх 2020 представляли шістнадцять спортсменів у двох видах спорту.
Стівен Гардінер здобув золоту медаль в легкій атлетиці (біг на 400 м).

## Спортсмени
| Вид спорту     | Чоловіки | Жінки | Загалом |
| -------------- | -------- | ----- | ------- |
| Легка атлетика | 5        | 9     | 14      |
| Плавання       | 1        | 1     | 2       |
| Загалом        | 6        | 10    | 16      |